# Bettolina

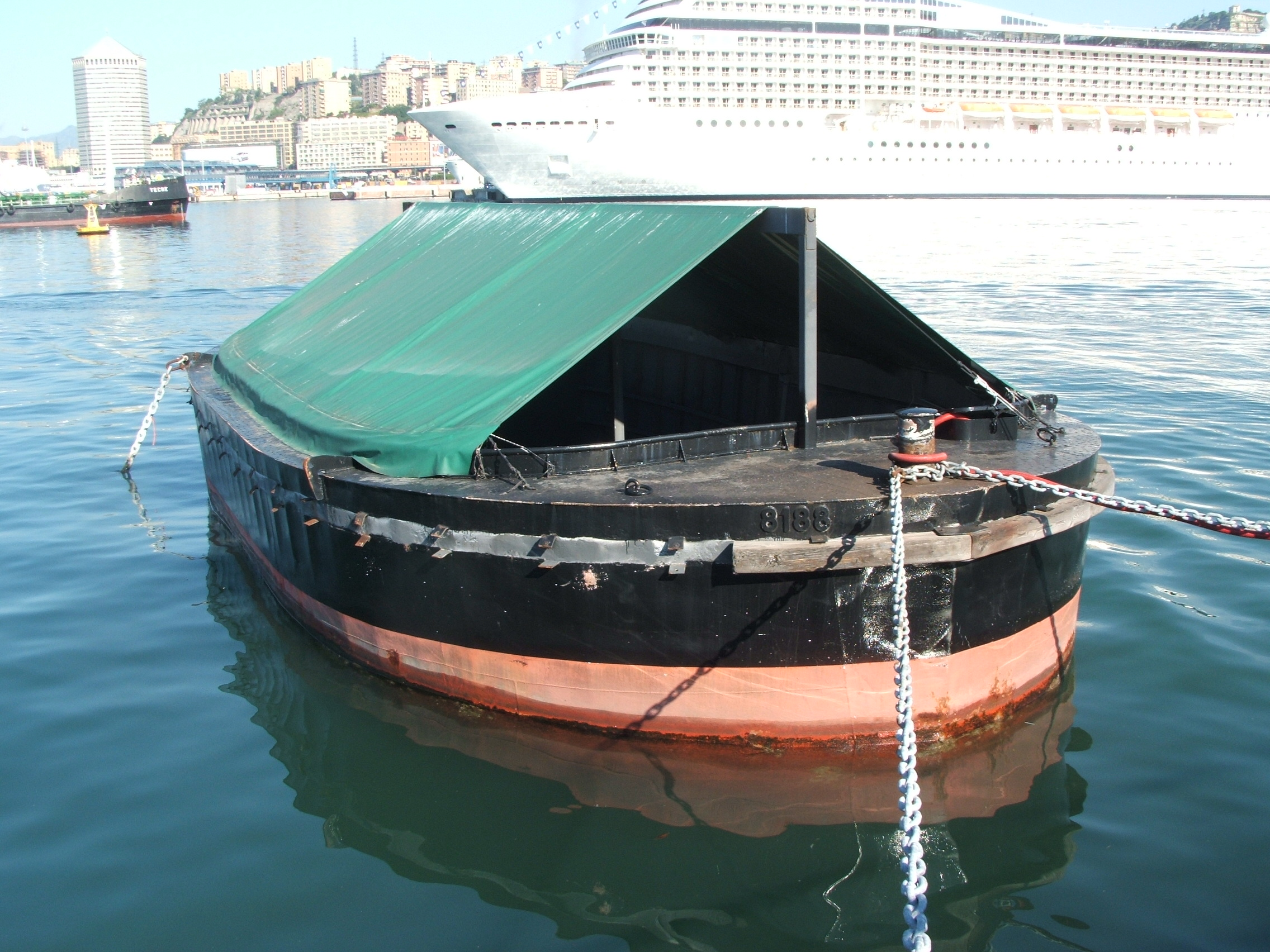
Una bettolina nel porto di Genova.

La bettolina è una nave di piccole dimensioni che effettua un servizio di trasporto di merci o liquidi verso navi più grandi in ambito portuale. Può essere una piccola chiatta rimorchiata ma a volte si chiamano con questo termine anche battelli di servizio con propulsione autonoma.
Nel caso sia una imbarcazione a fondo piatto viene detta anche chiatta; se non è dotata di un motore proprio può essere trainata o spinta da un rimorchiatore.